# Theo Alcantara
Theo Alcantara, scritto anche Alcántara (Cuenca, 16 aprile 1941), è un direttore d'orchestra spagnolo con cittadinanza statunitense.

## Biografia
Theo Alcantara è nato a Cuenca, Castiglia, Spagna. Ha studiato a Madrid al Real Conservatorio de Musica dove si è diplomato in pianoforte e composizione e successivamente si è laureato in composizione al Mozarteum di Salisburgo, Austria, nel 1964, dove ricevette lezioni da Herbert von Karajan. Lì si è subito distinto tra gli allievi di direzione, tanto da essere vicedirettore delle due principali orchestre cittadine: la Camerata Academica e l'Orchestra Mozarteum, ed è stato insignito della Medaglia Lilli Lehmann. Il suo debutto in direzione orchestrale è avvenuto al Teatro de la Zarzuela, Madrid. Dopo essere stato in tournée come concertista di pianoforte in Spagna, Francia e Nord Africa, è stato direttore del Teatro dell'Opera di Francoforte dal 1964 al 1966. Dopo questa esperienza è stato ingaggiato come direttore d'orchestra dall'Università del Michigan, Ann Arbor, Michigan, dal 1968 al 1973.
Dal 1973 al 1978 è stato direttore musicale della Grand Rapids Symphony, posizione che ha ricoperto anche con l'Opera Association of Western Michigan (1973–79). Il 27 maggio 1978 ha debuttato al Metropolitan Opera a New York dirigendo Don Giovanni. È stato direttore musicale della Phoenix Symphony dal 1978 al 1989 e poi direttore d'orchestra laureato dal 1989 al 1993.
Dal 1981 al 1984 è stato anche direttore artistico della Music Academy of the West di Santa Barbara. Nel 1987 è diventato direttore principale della Pittsburgh Opera  e contemporaneamente è stato direttore artistico del Festival Internazionale dell'Opera di Caracas (1990–93) e direttore artistico e direttore principale dell'Orchestra Sinfonica di Bilbao dal 1993.
È apparso come direttore ospite con varie orchestre e compagnie d'opera negli Stati Uniti e all'estero, tra queste la prima mondiale dell'opera Cristoforo Colombo, Teatro Colón, Buenos Aires, Metropolitan Opera, Pittsburgh Opera, Washington Opera, American Symphony Orchestra, orchestre di Parigi, Berlino, Madrid, Barcellona, Città del Messico, Detroit, Pittsburgh, Orchestra Filarmonica di Rochester, Oregon Symphony, Utah Symphony, New York.

## Risultati
Theo Alcantara è stato indicato come un importante direttore d'orchestra dalla casa editrice Marquis Who's Who.

## Vita privata
È sposato con Susan Alcantara ed hanno due figli: Rafael e Carlos.